# Pietro Castrofilaca
Pietro Castrofilaca ou Pétros Kastrofýlakas, en grec moderne : Πέτρος Καστροφύλακας, est un notaire et un comptable vénitien. Son nom en langue grecque signifie gardien du château. Il est probablement né dans le duché de Candie, actuelle ville d'Héraklion. Castrofilaca est le secrétaire des syndics Zuanne Gritti et Giulio Garzoni. Il est connu pour le recensement de la population qu'il a effectué au XVIe siècle.
Castrofilaca a procédé à un recensement systématique de la population de Crète. Son recensement est basé sur un recensement antérieur, effectué en 1577, par le prédicteur Foscarini. Le texte du recensement est conservé de nos jours à la Biblioteca Marciana à Venise. 

## Source de la traduction
- (en) Cet article est partiellement ou en totalité issu de l’article de Wikipédia en anglais intitulé « Pietro Castrofilaca » (voir la liste des auteurs).